# سندرم واردنبرگ
سندرم واردنبرگ یک بیماری ژنتیکی نادر است که علائم مختلفی می‌تواند داشته باشد؛ از کری کامل گرفته تا مشکلات کوچک در سیستم عصبی و مشکلاتی در رنگدانه‌های بدن. این بیماری اولین بار در سال ۱۹۵۱ توصیف و معرفی شد. بعدها مشخص شد که این سندرم ۴ نوع مختلف دارد. برای مثال نوع دوم این بیماری در سال ۱۹۷۱ مشخص شد. امروزه بر اساس ژن‌های دخیل در این بیماری زیرگونه‌هایی برای این بیماری مشخص شده‌است.

## علائم و نشانه‌های سندرم
علایم این سندروم با توجه به نوع تایپ آن مختلف است اما جدا از تایپ‌ها می‌توان گفت که افراد مبتلا معمولاً علایم زیر را خواهند داشت:
- بینایی آن‌ها تغییر میابد.
- عنبیه تغییر رنگ داده و رنگ هرکدام معمولاً متفاوت بوده و دارای نقطه‌هایی است.
- موهای این افراد قبل ۳۰ سالگی خاکستری می‌شود.
- پوست این افراد دارای لکه‌های سفید است.

بیشتر افراد مبتلا به این سندروم، شنوایی نرمالی دارند اما ناشنوایی می‌تواند در هر ۴ تایپ اتفاق بیفتد.
بعضی از مبتلایان مشکلات دیگری نظیر غیرعادی بودن قسمت‌هایی از بدن نیز هستند که مشهورترین این مشکلات، موارد زیر خواهد بود:
- چشم این افراد در تولید اشک دچار مشکل است.
- این افراد دارای رودهٔ کوچک‌تری هستند.
- رحم شکل غیرعادی دارد.
- دارای شکاف کام هستند.
- تقریباً پوست آن‌ها فاقد رنگ است.
- دارای مژه‌ها و ابروهای سفید هستند.
- دارای بینی پهن هستند.
- این افراد ممکن است دارای یک ابرو در یک سمت یا یک ابروی به هم‌پیوسته در کل صورت داشته باشند.

علایم با توجه به نوع تایپ‌های گفته شده متفاوتند اما به نظر می‌رسد که تایپ۳ نسبت به سایر تایپ‌ها، بیشتر ناتوان‌کننده است. جدا از علایم کلی گفته شدهٔ مربوط به تایپ۳، افراد مبتلا به این تایپ ممکن است موارد زیر را هم تجربه کنند:
- استخوان‌های انگشتان به‌هم متصل
- غیرعادی بودن شکل دست‌ها، بازوها و شانه‌ها
- میکروسفالی و کوچک بودن غیرعادی سر
- معلولیت‌های ذهنی
- تغییر شکل در استخوان‌های جمجمه

سندرم واردنبرگ همچنین می‌تواند با تعداد زیادی بیماری‌های مادرزادی همراه باشد؛ مانند اختلالات گوارشی و نخاعی، بالا آمدن کتف و کام و لب شکافدار. گاهی این سندرم با سندرم هیرشپرونگ همراه است.
سندرم واردنبرگ بر روی توانایی‌های ذهنی بیماران تأثیری ندارد.

## انواع سندرم واردنبرگ
پزشکان برای این سندروم ۴ تایپ مختلف را در نظر گرفته‌اند که هر تایپ برای خود علایم مختلفی دارد اما از لحاظ علایم ظاهری بیشتر این تایپ‌ها از جمله تایپ ۱ و ۲ شبیه به هم هستند.

### نوع یک
مبتلایان به این تایپ از سندروم واردنبرگ، دارای فاصلهٔ زیادی بین دو چشم خود هستند. ۲۰٪ این افراد دچار ناشنوایی بوده و قسمت‌هایی از پوست و موی آن‌ها دچار تغییر رنگ یا فاقد رنگ است.

### نوع دو
ناشنوایی در این تایپ بسیار شایع‌تر(۵۰٪) از تایپ۱ است. تغییرات رنگ در پوست و موی این افراد مشابه تایپ۱است. این تایپ به خاطر نبود فاصلهٔ زیاد بین دو چشم، از تایپ۱ قابل افتراق خواهد بود. این تایپ شایع‌ترین نوع این سندرم است.

### نوع سه
مبتلایان به این تایپ همان علایم تغییر رنگ را داشته و این افراد همچنین دارای فاصلهٔ زیاد بین دو چشم و بینی پهن هستند. تفاوت این تایپ با تایپ‌های قبلی مشکلاتی مربوط به اندام‌های حرکتی فوقانی است. این افراد دارای بازوها و شانه‌های ضعیف یا تغییر شکل داده در محل مفاصل هستند. بعضی از این افراد ممکن است دچار معلولیت‌های ذهنی یا کام شکاف‌دار باشند. تایپ۳ به سندرم کلین-واردنبرگ (Klein-Waanderburg) مشهور است.

### نوع چهار
در این تایپ مبتلایان شاهد تغییر رنگ مو و حتی ریزش مو خواهند بود. این افراد معمولاً همراه با این بیماری به سندرم دیگری به نام سندرم هیرشپرونگ نیز مبتلا هستند. این بیماری می‌تواند منجر به انسداد کولون و یبوست‌های مکرر شود. تایپ۴ به سندرم واردنبرگ-شاه (Waardenburg-Shah) مشهور است.

## علل ژنتیکی سندرم
این سندروم مسری نبوده، نمی‌توان آن را با داروها درمان کرد و ابتلا به آن اکتسابی نیست؛ یعنی نمی‌توان به این سندروم به خاطر شرایط زندگی یا شرایط محیطی مبتلا شد.
جهش در حداقل ۶ ژن مختلف با ابتلا به این سندروم در ارتباط است. این ژن‌ها به بدن کمک می‌کنند تا سلول‌های مختلفی، مخصوصاً ملانوسیت‌ها را بسازد. ملانوسیت‌ها سلول‌هایی هستند که به پوست، مو و چشم‌ها رنگ مخصوص خودشان را می‌دهند.
بعضی از ژن‌های دخیل در این سندروم شامل SOX10 ،EDN3، EDNRB و PAX3 همچنین می‌توانند در رشد و تکامل اعصاب روده نقش داشته باشند. با توجه به نوع جهش رخ داده در این ژن‌ها، افراد به تایپ‌های مختلفی از این سندروم مبتلا خواهند شد.
مشکلات تایپ ۱ و ۳ معمولاً مربوط به الگوی ژنتیکی اوتوزومال غالب است. کروموزوم‌های اوتوزوم ٬کروموزوم‌هایی هستند که جنسی نیستند. غالب بودن به این معناست که فرد برای مبتلا شدن به این سندروم، فقط نیاز دارد که یک کپی از ژن جهش‌یافته را به ارث ببرد. بیشتر افراد مبتلا به تایپ۱ و ۳، دارای پدر یا مادر مبتلا به این سندروم هستند.
مشکلات تایپ ۲ و ۴ این سندروم علاوه بر الگوی ژنتیکی غالب، به وسیلهٔ الگوی ژنتیکی مغلوب نیز می‌تواند ایجاد شود. الگوی ژنتیکی مغلوب بدین معناست که فرد برای ابتلا به بیماری بایستی دو کپی از ژن جهش‌یافته را دریافت کند.
این الگوها نشان می‌دهد که اگر فرد دارای پدر، مادر یا فامیل مبتلا به این سندروم باشد، او نیز می‌تواند به این بیماری مبتلا شود. ژن‌های مغلوب می‌توانند تا سال‌ها پنهان مانده و فرد علایمی از خود بروز ندهد، بنابراین نمی‌توان گفت که تمامی افراد مبتلا به این سندروم دارای فامیل مبتلا به این بیماری خواهند بود چراکه ممکن است ژن جهش‌یافتهٔ آن فرد مغلوب باشد.

سندرم واردنبرگ عموماً به شکل اتوزومال غالب توارث می‌یابد.

## درمان و مدیریت سندرم
در حال حاضر درمان قطعی‌ای برای سندرم واردنبرگ وجود ندارد. تنها می‌توان برای برخی از علائم ناتوان‌کننده این بیماری، درمان علامتی کرد. درمان‌های مشهور مورد استفاده برای این سندرم به شرح زیر است:
- برای درمان ناشنوایی می‌توان از کاشت حلزون گوش یا سمعک استفاده کرد.
- برای درمان انسداد کولون می‌توان از جراحی کمک گرفت.
- برای جلوگیری از ابتلای مجدد به انسداد کولون می‌توان از colostomy bag استفاده کرد.
- برای درمان کام یا لب شکاف‌دار نیز می‌توان از روش جراحی کمک گرفت.
- می‌توان به وسیلهٔ رنگ‌کردن مو یا آرایش صورت، تغییرات ظاهری ناخوشایند را برطرف کرد.

علائم این بیماری می‌توان به حدی شدید باشد که با روش‌های درمانی موجود نتوان مشکل بیمار را به صورت کامل برطرف کرد، بنابراین این افراد به کمک اعضای خانواده و گروه‌های پشتیبان ممکن است نیاز پیدا کنند.
شاید این بیماری را نتوان به صورت کامل درمان کرد ولی می‌توان با کمک درمان‌های موجود و کمک خانواده و گروه‌های پشتیبان زندگی سالم و نرمالی برای این افراد مهیا کرد.

تایپ۲ و ۴ سندرم واردنبرگ می‌توانند توارث اتوزومال مغلوب داشته باشد.

## اپیدمیولوژی سندرم
این بیماری بسیار نادر بوده و از هر ۵۰٬۰۰۰ نفر ۱ نفر به این سندروم مبتلا می‌شود. ۵–۲ درصد افرادی که به وسیلهٔ جهش ژن‌ها، دچار ناشنوایی شده‌اند، این ناشنوایی در نتیجهٔ همین سندروم واردنبرگ است. با اینکه این سندروم نادر است اما به علت ژنتیکی بودن آن، آمار آن در خانواده‌های مبتلا بالا خواهد بود.
تایپ۴ این سندرم به حدی نادر است که تا سال ۲۰۰۲ تنها ۴۸ مورد از این تایپ گزارش شده بود.
۱ نفر از هر ۳۰ دانش‌آموز مدارس برای ناشنوایان مبتلا به سندرم واردنبرگ است. تمام نژادها و جنس‌ها به صورت برابر مبتلا می‌شوند. علائم بسیار متفاوت این بیماری موجب شده‌است که یک عدد دقیق در مورد شیوع این بیماری در دسترس نباشد.

## نحوهٔ تشخیص سندروم
پزشکان ممکن است کودک مبتلا به این سندروم را با توجه به شکل ظاهری صورت، در حین تولد تشخیص دهند. پزشکان همچنین تست‌های مربوط به سندروم واردنبرگ را برای کودکانی که شنوایی آن‌ها با گذشت زمان بدتر شده‌است، انجام می‌دهند. بیشتر افراد مبتلا در کودکی و حتی در دوران جنینی تشخیص داده می‌شوند، البته ممکن است بعضی از افراد دیرتر تشخیص داده شوند.
تست‌های مربوط به تشخیص، نیازمند نمونهٔ DNA فرد خواهند بود؛ که این نمونه از خون فرد گرفته شده و به وسیلهٔ آن در آزمایشگاه بررسی‌های لازم بر روی ژن‌های جهش یافتهٔ مرتبط با سندروم واردنبرگ انجام می‌شود. خوشبختانه این آزمایش‌ها برای جنین در شکم مادر نیز امکان‌پذیر است. شدت علایم این سندروم با این تست‌ها قابل اندازه‌گیری نخواهد بود.